# Федотовська (Котласький район)
Федотовська (рос. Федотовская) — присілок в Котлаському районі Архангельської області Російської Федерації.
Населення становить 552 особи. Входить до складу муніципального утворення Котласький муніципальний округ.

## Історія
До 2022 року входило до складу муніципального утворення Шипицинське поселення.

## Населення
| 2002 | 2009 | 2010 |
| ---- | ---- | ---- |
| 569  | ↗613 | ↘552 |